# Kwemo Sarali
Kwemo Sarali – wieś w Gruzji, w regionie Dolna Kartlia, w gminie Marneuli. W 2014 roku liczyła 1370 mieszkańców.